# 吳以尋
吳以尋（1986年9月15日—），綽號尋尋，電腦遊戲製作人、作曲家以及軟體工程師，國立東華大學資訊工程學系畢業，任職於臺灣遊戲開發商希娜科藝，目前身兼遊戲製作人與執行長的工作，代表作為《境界之詩》系列與《賢者同盟》。於2022年成立針對VTuber事業推廣為主的王國放送局。為聲聲慢錄音室的經營者。

## 經歷
吳以尋畢業於國立東華大學資訊工程研究所，學生時代開始就立志要朝自己一個人完成遊戲製作的目標邁進（當初是想做電腦遊戲），大學時代主要是以程式開發、插畫外包等工作賺取創業資金，也兼職做配樂外包與在樂器行教琴的工作。於2011年碩士班研究所畢業的時候，便開設遊戲製作公司希娜科藝，擔任製作人兼執行長，希娜科藝後來選擇投入製作成本較低的手機遊戲，吳以尋便從《境界之詩》這個作品踏足業界，《境界之詩》並於2014年獲SONY贊助參加東京電玩展出展。

除了原創作品的開發，吳以尋也參與過比方說，這是個出身魔王關附近的少年在新手村生活的故事的日本輕小說與動畫改編作品，使希娜科藝的業務範圍拓展至海外。隨著公司規模擴大，除了公司經營外，在開發方面主要擔任的工作是製作人，並支援作畫監修與音樂音效的工作，在遊戲初期與後期階段會加入核心的程式開發。

## 作品風格
吳以尋擔任《境界之詩》人物設計時畫風日系，吳以尋本人也說明《境界之詩》本身是一個日本市場取向的遊戲。製作的配樂風格偏向交響樂編制，但有時候會有電音與金屬搖滾詮釋。《境界之詩》是一個王道的劍與魔法世界的奇幻故事，吳以尋本人也自己坦承是個熱衷於設定細節的創作者，作品之中帶有大量的自創名詞。另外，與其他手機遊戲有點不同，《境界之詩》內的遊戲音樂相當的多，每個詩歌魔法也有專屬的配樂，歌詞中也常帶有部分的拉丁文與自創語言。製作人吳以尋認為製作遊戲是將世界不可實現的部分補上自己的期待。也許像小說，像繪畫，像是描述世界的另一種可能性。而像是華格納的樂劇稱之為「總體藝術」，無論在舞台演出、音樂與戲劇在作品中都同等重要，相輔相成。電影與遊戲也是，而遊戲的部分又比電影多了更多的互動性，讓創造的遊戲世界更能令人信服。舉例來說，遊戲中的遊戲機制很重要，而故事敘事的方法也必須精雕細琢才能讓玩家有沉浸感；遊戲畫面呈現很重要，音樂音效搭配的部分也要恰當配合才能使操作有回饋感。

## 王國放送局
隸屬希娜科藝股份有限公司，提供VTuber相關軟硬體支援。王國放送局是以第一期生「魔女花咲」與「治癒術師西西莉」為中心，從境界之詩的世界觀衍伸出來的虛擬組織，所屬的一期生於2022年10月分別進行正式直播。並於初次直播後與境界之詩進行連動活動。

## 音樂作品
- 境界之詩
- 蒼星的輪舞曲
- 境界奧德賽
- 比方說，這是個出身魔王關附近的少年在新手村生活的遊戲
- 賢者同盟

## 外部連結
- 希娜科藝官方網站（页面存档备份，存于）
- 王國放送局官方網站（页面存档备份，存于）
- Facebook吳以尋（页面存档备份，存于）
- Plurk吳以尋（页面存档备份，存于）
- 希娜科藝Facebook官方粉絲頁（页面存档备份，存于）
- 境界之詩Facebook官方粉絲頁（页面存档备份，存于）
- 賢者同盟Facebook官方粉絲頁 （页面存档备份，存于）
- SoundCloud吳以尋（页面存档备份，存于）